# Árvore de Pitágoras

A Árvore de Pitágoras é um fractal plano formado por quadrados. Leva o nome de Pitágoras porque cada trio de quadrados que se tocam inclui um ângulo reto, em uma configuração tradicionalmente usada para descrever o teorema de Pitágoras. Se o maior quadrado da estrutura tiver dimensões L×L, toda a árvore terá dimensões 6L×4L.

## Construção
A construção de uma Árvore de Pitágoras começa com um quadrado. Acima desse quadrado, são postos dois outros quadrados, reduzidos por um fator linear de √2/2, de maneira que os cantos dos quadrados coincidam formando um par. O mesmo processo então é aplicado recursivamente para os dois quadrados, ad infinitum. A ilustração abaixo mostra as primeiras iterações na construção desse processo.
| Construction of the Pythagoras tree, order 0 | Order 1  | Order 2  | Order 3  |
| Ordem 0                                      | 1ª ordem | 2ª ordem | 3ª ordem |

## Área
A n-ésima iteração na construção adiciona 2n quadrados de área {\displaystyle {\tfrac {1}{2^{n}}}}, para uma área total de 1. Assim, a árvore aparenta crescer sem limites conforme n → ∞. Porém, alguns dos quadrados se sobrepõem a partir da iteração de 5ª ordem, e a árvore acaba tendo uma área finita pois consegue caber em uma caixa de 6×4.
Pode-se facilmente mostrar que a área A da Árvore de Pitágoras tem que estar dentro do intervalo 5 < A < 18, que pode ser reduzido ainda mais com algum esforço. Pouco se sabe sobre o real valor de  A.

## Variando o ângulo
Um interessante arranjo de variações pode ser construído mantendo um triângulo isóceles mas mudando o ângulo da base (90° para a árvore padrão). Em particular, quando o meio-ângulo original é definido como (30°) = arcsen(0.5), torna-se facilmente visualizável que o tamanho dos quadrados se mantem constante. A primeira sobreposição ocorre na quarta iteração. O padrão geral é a de um ladrilho rombitriexagonal, um conjunto de hexágonos circundado pelos quadrados construídos.
| fourth-order tree, one overlap visible | tenth-order tree |
| 4ª ordem                               | 10ª ordem        |

No limite onde o meio-ângulo é 90°, obviamente não existe sobreposição, e a área total coberta é igual ao dobro da área do quadrado original. Seria interessante de saber se existe alguma relação algorítmica entre o valor do meio-ângulo base e a iteração em que a primeira sobreposição ocorre.

## História
A Árvore de Pitágoras foi construída pela primeira vez por Albert E. Bosman (1891-1961), um professor de matemática Holandês.